# Geher-Länderkampf der Männer und Frauen 1993 Deutschland – Belarus – Frankreich – Großbritannien – Italien – Mexiko – Polen – Russland – Slowakei – Schweden – Spanien
| 1. Leichtathletik-Länderkampf mit deutscher Beteiligung 1993 | 1. Leichtathletik-Länderkampf mit deutscher Beteiligung 1993                                                             |
| --- | --- |
| | |
| Gehervergleich der Männer und Frauen: Deutschland – Belarus – Frankreich – Großbritannien – Italien – Mexiko – Polen – Russland – Slowakei – Schweden – Spanien | |
| Austragungsort | Eschborn |
| Wettbewerbe | Männer: 2 / Frauen: 1 |
| Datum | 12. Juni |
| 01. BLR 02. MEX 03. ESP 04. RUS 05. POL 06. GER 07. SWE 08. FRA 09. ITA 10. SVK 11. GBR                                                                         | 236 Punkte 216 Punkte 192 Punkte 182 Punkte 174 Punkte 169 Punkte 132 Punkte 109 Punkte 107 Punkte 106 Punkte 063 Punkte |
| Chronik | |
| ← letzter LK 1992: 00GER-FRA-RUS-SUI 00 (M/F/U21-Jun/U21-Jun-innen)                                                                                             | RUS-GER-GBR U23 (M/F) →                                                                                                  |

Der erste Vergleich des Länderkampfjahres 1993 bestand in einem Aufeinandertreffen der Geherinnen und Geher, das nun schon zum vierten Mal ausgetragen wurde. Zu den von 1990 bis 1992 beteiligten sieben Ländern Australien, Deutschland (1990 noch mit den damaligen beiden deutschen Staaten), Frankreich, Großbritannien, Italien, Schweden und Spanien kamen mit Belarus, Mexiko, Polen, Russland und Slowakei noch fünf Teams dazu. Australien war in diesem Jahr nicht dabei, sodass es sich nun um einen Elfländerkampf handelte. 1990 hatte die DDR vorne gelegen, die Bundesrepublik war Fünfter geworden. 1991 hatten die deutschen Geher gesiegt. Im Jahr 1992 hatte Italien gewonnen, Deutschland war Fünfter geworden. In der Saison 1993 wurde die Begegnung am 12. Juni in Eschborn ausgetragen.

## Modus
Ausgetragen wurden für die Männer zwei Wettbewerbe auf der Straße, der kürzere über 20, der längere über die bei Länderkämpfen inzwischen übliche Distanz von 35 Kilometern. Die Frauen bestritten einen Wettbewerb über 10 Kilometer.
Zum System der Punkteverteilung und der Anzahl der Geher pro Land liegen keine Angaben vor. Auch zu den Ergebnissen der jeweiligen Teilwertungen für Männer und Frauen gibt es leider keine Informationen.

## Ergebnis
Im 20-km-Wettbewerb der Männer gab es einen mexikanischen Doppelsieg. Dritter und Fünfter wurden Geher aus Belarus, dazwischen lag ein Pole. Der beste deutsche Vertreter kam auf den sechsten Rang. Auf der langen Männerdistanz siegte ein Pole vor zwei Spaniern, zwei Teilnehmern aus Belarus und zwei Mexikanern. Der bestplatzierte deutsche Sportler ging als Zehnter ins Ziel.
Bei den Frauen entschied eine Italienerin die Einzelwertung für sich. Dahinter platzierten sich eine Russin, eine Schwedin, eine Polin und eine Deutsche auf den nachfolgenden Rängen.
Im Länderkampf siegte Neuling Belarus mit 236 Punkten vor Mexiko (216 Punkte). Spanien wurde mit 192 Punkten Dritter vor Russland (182 Punkte) und Polen (174 Punkte). Deutschland kam als Sechster auf 169 Punkte, Schweden als Siebter auf 132 Punkte. Frankreich erreichte mit 109 Punkten Rang acht. Die Ränge neun, zehn und elf belegten Italien (107 Punkte), die Slowakei (106 Punkte) und Großbritannien (63 Punkte).

## Resultate Männer

### 20-km-Gehen
| Platz | Athlet                | Land | Zeit (h) |
| ----- | --------------------- | ---- | -------- |
| 01    | Bernardo Segura       | MEX  | 1:19:39  |
| 02    | Daniel García Córdova | MEX  | 1:19:42  |
| 03    | Franz Kaszjukewitsch  | BLR  | 1:20:03  |
| 04    | Jacek Mueller         | POL  | 1:20:09  |
| 05    | Juri Kouko            | BLR  | 1:20:41  |
| 06    | Robert Ihly           | GER  | 1:21:26  |
| 07    | Jean-Olivier Brosseau | FRA  | 1:21:35  |
| 08    | Stefan Johannson      | SWE  | 1:21:51  |
| 000…  |                       |      |          |
| 36    | Michael Lohse         | GER  | 1:27:43  |
| 39    | Markus Pauly          | GER  | 1:28:21  |
| 43    | Denis Trautmann       | GER  | 1:31:25  |

### 35-km-Gehen
| Platz | Athlet                 | Land | Zeit (h) |
| ----- | ---------------------- | ---- | -------- |
| 01    | Robert Korzeniowski    | POL  | 2:28:30  |
| 02    | Valentí Massana        | ESP  | 2:30:33  |
| 03    | Daniel Plaza           | ESP  | 2:31:26  |
| 04    | Viktor Ginko           | BLR  | 2:31:59  |
| 05    | Jauhen Missjulja       | BLR  | 2:32:33  |
| 06    | Miguel Ángel Rodríguez | MEX  | 2:32:53  |
| 07    | Germán Sánchez         | MEX  | 2:33:09  |
| 08    | Aljaksandr Pataschou   | BLR  | 2:33:59  |
| 000…  |                        |      |          |
| 10    | Hartwig Gauder         | GER  | 2:34:42  |
| 12    | Axel Noack             | GER  | 2:35:37  |
| 13    | Ronald Weigel          | GER  | 2:35:54  |
| 23    | Volkmar Scholz         | GER  | 2:40:52  |

## Resultat Frauen

### 10-km-Gehen
| Platz | Athletin             | Land | Zeit (min) |
| ----- | -------------------- | ---- | ---------- |
| 01    | Annarita Sidoti      | ITA  | 42:41      |
| 02    | Larissa Ramasanowa   | RUS  | 42:47      |
| 03    | Madelein Svensson    | SWE  | 42:52      |
| 04    | Katarzyna Radtke     | POL  | 42:55      |
| 05    | Beate Anders         | GER  | 43:09      |
| 06    | Rimma Makarowa       | RUS  | 43:54      |
| 07    | Encarna Granados     | ESP  | 43:54      |
| 08    | Leonarda Juknewitsch | BLR  | 44:02      |
| 000…  |                      |      |            |
| 11    | Kathrin Born         | GER  | 44:43      |
| 20    | Simone Thust         | GER  | 46:11      |
| 25    | Sandy Leddin         | GER  | 46:42      |